# Puna andina central
La puna andina central es una ecorregión de praderas montañosas y matorrales en los Andes del sur de Perú, Bolivia y el norte de Chile y Argentina.

## Ajuste
El paisaje en esta ecorregión consiste en altas montañas con nieve y hielo permanentes, prados, lagos, mesetas y valles. Transita a la puna húmeda andina central al norte y a la puna seca andina central al sur. Las elevaciones varían de 3200 a 6600 metros (10 498,7 a 21 653,5 pies)

## Clima
El clima según la Clasificación climática de Köppen frío semiárido. La precipitación varía de 250 a 500 milímetros (9,8 a 19,7 plg) por año.  

## Flora
La flora consiste típicamente en prados abiertos con rocas, racimos de hierbas, hierbas, musgos y líquenes . Los pastos están representados por los géneros Calamagrostis, Agrostis y Festuca. Parastrephia lepidophylla y Margyricarpus son especies de arbustos pequeños que se encuentran aquí. Azorella compacta y Puya raimondi también  se encuentran en la puna húmeda. Polylepis, Buddleja y Escallonia son árboles que se encuentran en elevaciones más bajas.

## Fauna
La rea de Darwin ( Pterocnemia pennata ) y el ratón de la puna ( Punomys lemminus ) son especies endémicas que se encuentran aquí, la vicuña ( Vicugna vicugna ), guanaco ( Lama guanicoe ), chinchilla ( Chinchilla brevicaudata ) y vizcacha ( Lagidium ) también son especies endémicas. Las especies de aves amenazadas incluyen el cinclodes real ( Cinclodes aricomae ), el conerucho de tamarugo ( Conirostrum tamarugense ), el flamenco de James ( Phoenicopterus jamesi ) y la focha gigante ( Fulica gigantea ).

## Áreas naturales
- Reserva Nacional de Flora y Fauna Tariquía
- Reserva Biológica Cordillera de Sama
- Zona Reservada Aymara Lupaca
- Reserva Nacional Salinas y Aguada Blanca
- Reserva Paisajística de la Subcuenca Cotahuasi